# Isaac de León
Isaac de León, fue uno de los últimos rabinos del Reino de Castilla. Vivió en la villa de Ocaña, en Toledo. Nacido en León, fue pupilo de Isaac Campantón, y como Moisés de León, cabalista y creyente en los milagros. El rabino toledano Joseph Caro, entre otros, le honró con el título de «Gran Maestro». Tenía más de setenta años en la fecha de su muerte, ocurrida pocos años antes de la expulsión de los judíos de España; fueron muchos los discípulos que lamentaron su pérdida.
Un rabino y erudito sefardí del siglo XVIII llamado Jaim Yosef David Azulai, demostró que la obra Meguilat Ester, en español El rollo de Ester o El libro de Ester, que se atribuía habitualmente a Isaac de León, y que consiste en una discusión crítica del Séfer ha-Mitzvot de Maimónides, el RAMBAM, en realidad fue elaborada por Isaac León ibn Zur, un escritor posterior.